# Hoek (Beuningen)
Hoek is een buurtschap in de Nederlandse gemeente Beuningen, gelegen in de provincie Gelderland. Het ligt tussen Deest en Winssen.
Dorpen: Beuningen · Ewijk · Weurt · Winssen

Buurtschappen: Hoek · Hoeve

Gelderland: Steden en dorpen in Gelderland      Nederland: Provincies · Gemeenten